# ريبيكا هازلوود
ريبيكا هازلوود (بالإنجليزية: Rebecca Hazlewood)‏ هي ممثلة بريطانية، ولدت في 9 أبريل 1977 في Kingswinford ‏ في المملكة المتحدة.

## أعمال

### أفلام
- (2015) نظائر

## وصلات خارجية
- ريبيكا هازلوود على موقع IMDb (الإنجليزية)
- ريبيكا هازلوود على موقع قاعدة بيانات الفيلم (الإنجليزية)